# Baronia de Calonge
La baronia de Calonge fou una jurisdicció territorial concedida el 1474 a Martí Guerau de Cruïlles, baró de Llagostera i senyor de Calonge (des del 1463, tot i que no arribà mai a possessionar-la), conseller reial.
Fou tornada a conferir, el 1488, a Galceran de Requesens, després comte de Palamós. Passà als Cardona, ducs de Somma (cognomenats Fernández de Córdoba), als Osorio de Moscoso, comtes d'Altamira i als Casanova, comtes de Cabra.

Des del segle xiii la vila i el castell de Calonge pertangueren als Cruïlles. Gastó de Cruïlles (mort el 1229) en fou el primer senyor (incorporant la vila a la seva baronia de Cruïlles). El 1279 Pere II fundà la batllia reial de Palamós, de la qual Calonge passà a formar part (amb tot els Cruïlles no perderen la senyoria efectiva del lloc i castell).
El 1347 Bernat d'Olzinelles, tresorer reial, vengué a Gilabert Dalmau de Cruïlles la jurisdicció civil i criminal del lloc (pertanyents de dret a la batllia de Palamós). Foren continuades les tensions entre els batlles de Palamós i els Cruïlles, que conservaren el castell, però no sempre les jurisdiccions de la vila (el 1371 passaren novament a la corona, que les vengué de nou als Cruïlles el 1393) fins que Alfons IV uní de nou Calonge de Mar a la corona (1437).
Durant la guerra contra Joan II, Martí Guerau de Cruïlles i de Blanes, senyor de Calonge i Llagostera, fou un conspicu partidari del rei en contra de la Generalitat (fou un dels defensors de la Força de Girona). Joan II creà la baronia de Calonge (1474) i la donà a Martí Guerau, el qual mor el mateix any sense prendre'n possessió.
El 1488 la baronia de Calonge fou conferida a Galceran de Requesens, creat també comte de Palamós. Passà al seu germà Lluís i el 1513 a la seva filla Elisabet, casada amb el duc de Sessa, Ramon Folc de Cardona. Heretà comtat i baronia llur fill Ferran Folc de Cardona, casat amb Beatriu Fernández de Córdoba, hereva del Gran Capità. La baronia continuà en aquest llinatge (ducs de Somma, Sessa i Baena i comtes de Palamós) fins a la segona meitat del segle xviii, que per casament passà als Ossorio de Moscoco, que mantingueren la propietat material del castell fins a la fi del segle xix.